# Герб Морелосу
Герб Морелосу — символ мексиканського штату Морелос. Герб штату символізує «родючість землі» та представляє революційні ідеали та прагнення.
Над кукурудзою зображена срібна зірка та стрічка з легендою «Земля і свобода», а навколо неї можна прочитати революційний девіз: «Земля повернеться до тих, хто працює на ній своїми руками». Це фраза Еміліано Сапати Салазара з Морелосу.

## Опис
У синьому полі коричневий горб, з якої росте кущ зеленої кукурудзи; між ним і зіркою, що його вінчає, у сріблястій смузі можна прочитати девіз «Tierra y Libertad» («Земля і воля»), такого ж тону, що обрамляє емблему, — смуга з легендою «La tierra es de quienes la trabajan con sus manos» («Земля належить тим, хто працює руками»). Цю рамку доповнює зелена окантовка з внутрішньої сторони та червона окантовка з зовнішньої сторони щита. Він узагальнює силу революційних ідеалів на службі кращих умов життя народу.